# Anci-Piri

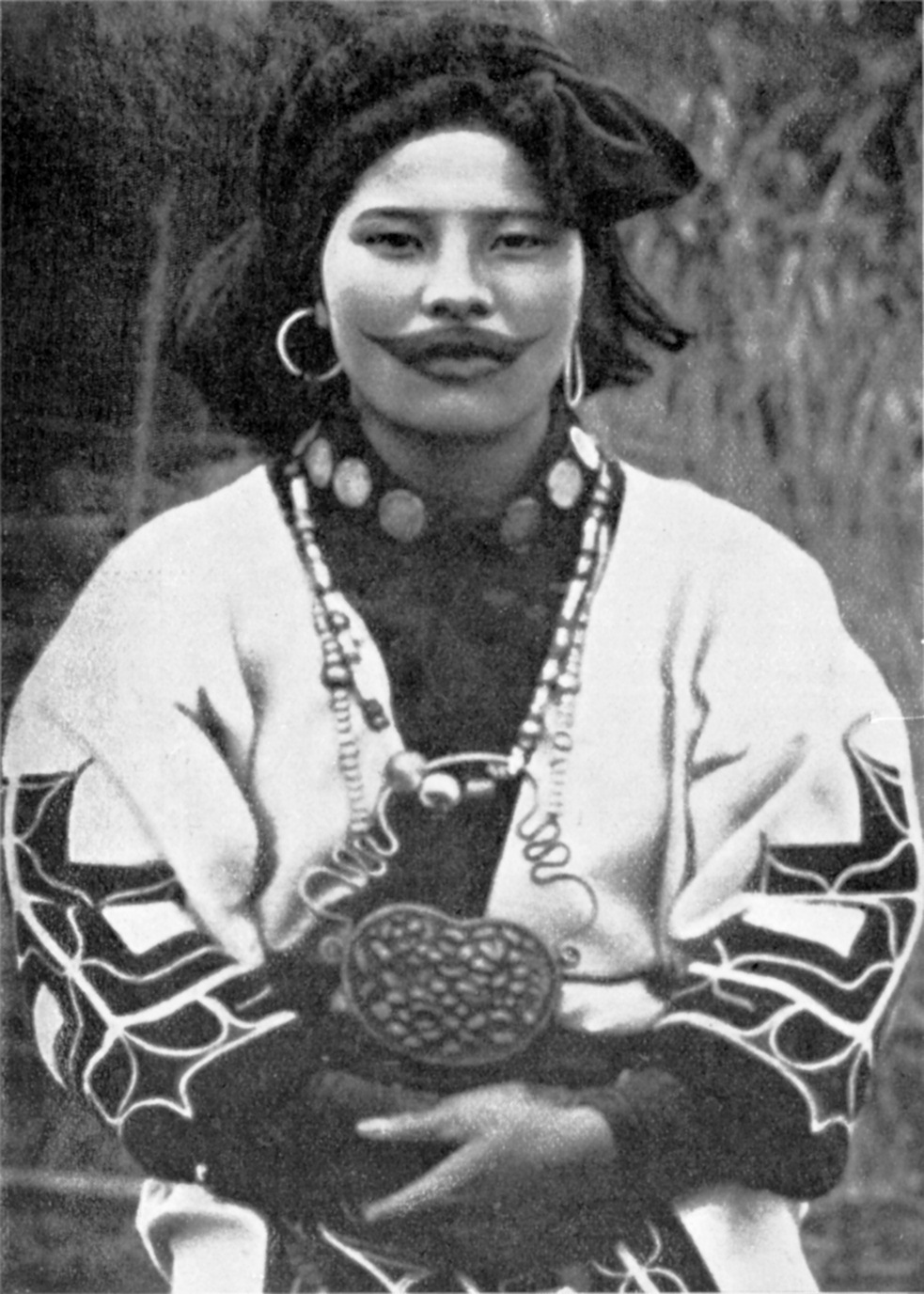
Frau mit der traditionellen Tätowierung am Mund

Anci-Piri (auch Anchi-Piri oder Anci-Pini, deutsch: Obsidian-Schnittwunde, später Nuye für „schneiden“, Hence für „tätowieren“ und „schreiben“ oder sinuye für „sich selbst schneiden“) ist die Bezeichnung für die ehemalig traditionellen Tätowierungen, die von Frauen der japanischen Ureinwohner Ainu überwiegend in der Provinz Tokachi getragen wurden.

## Geschichte
Anci-Piri konnte zurückführend bis auf die Zeit um 4500 v. Chr. nachgewiesen werden und entstand vermutlich in der Jōmon-Zeit. Keramikfunde, die sich auf diese Zeit zurückdatieren lassen, weisen Zierfurchen in Form von Linien auf, wie sie auch in den Tätowierungen wiedergefunden wurden.

### Anthropologische Forschung

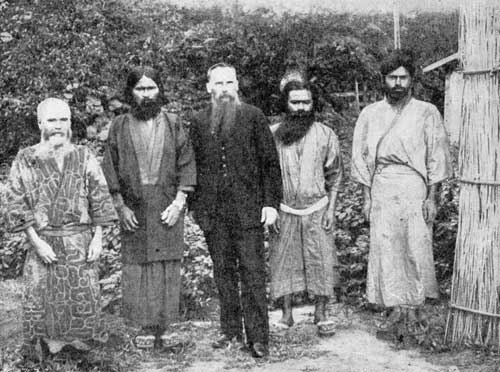
Der englische Missionar John Batchelor (Mitte) beschrieb die Tätowierungen in mehreren seiner Schriften

Die Beschreibung des niederländischen Seefahrers Maarten Gerritszoon de Vries aus dem Jahr 1643 gilt mitunter als die älteste Schrift aus dem westlichen Kulturraum, in der die Praxis erwähnt wird. De Vries ging jedoch davon aus, dass es sich bei den Motiven um eine Körperbemalung handelte. In den Beschreibungen weiterer Entdecker, beispielsweise des Japaners Mamiya Rinzō, wurde ebenfalls die Vermutung geäußert, es könne sich um Bemalungen handeln. Das Werk Sangoku Tsūran Zusetsu (三国通覧図説, An Illustrated Description of Three Countries) des japanischen Gelehrten Hayashi Shihei aus dem Jahr 1785, zählt außerdem zu den seltenen Schriften in der die Tätowierungen der Ainu beschrieben wurden.
Gegen Ende des 19. Jahrhunderts wurden mehrere Beschreibungen veröffentlicht. Darunter in dem Werk Unbeaten Tracks in Japan von der englischen Reiseschriftstellerin Isabella Bird aus dem Jahr 1880, sowie Ethnological Studies of the Ainu on the island of Ezo aus dem Jahr 1881 des österreichischen Japanologen Heinrich von Siebold; außerdem mehrere Veröffentlichungen des englischen Missionars John Batchelor, der mehrere Jahre unter den Ainu lebte. Den Tätowierungen unter den Ainu auf Sachalin kam aufgrund seltener Erwähnungen aus anthropologischen Berichten vermutlich weniger Bedeutung zu als beispielsweise auf der Insel Hokkaidō.

### Repression und Verbot
In der von zahlreichen Umbrüchen gekennzeichneten Edo-Zeit wurde das Tätowieren 1799 in Japan verboten, was neben den Ainu auch Ethnien in Taiwan betraf. Da die Praxis jedoch Bestandteil der kulturellen Identität der Ainu war, führten sie die Tradition fort. 1871 wurde erneut ein Tätowierverbot für Neugeborene ausgesprochen und mit der Grausamkeit des Rituals begründet. Damit einhergehend hatte auch die Akzeptanz der Tätowierung innerhalb der japanischen Gesellschaft abgenommen und wurde in der öffentlichen Wahrnehmung mit Kriminalität assoziiert und als Verstümmelung betrachtet, die schwer mit dem vorherrschenden Konfuzianismus in Einklang zu bringen war. Da die Tätowierungen von den Ainu als Voraussetzung zur Eheschließung und den Frieden mit den Göttern betrachtet wurden, sahen sie sich in ihrer Kultur kriminalisiert und in die Illegalität gedrängt.
Nach einem weiteren Verbot, das im 20. Jahrhundert von der japanischen Regierung ausgesprochen wurde, verschwanden die Tätowierungen letztlich in den 1920er Jahren. Bei feierlichen Anlässen ersetzten die Frauen die Muster und Motive durch Körperbemalungen mit Tinte.
Die letzte Frau mit Anci-Piri nach Ainu-Tradition starb im Jahr 1998.

## Durchführung

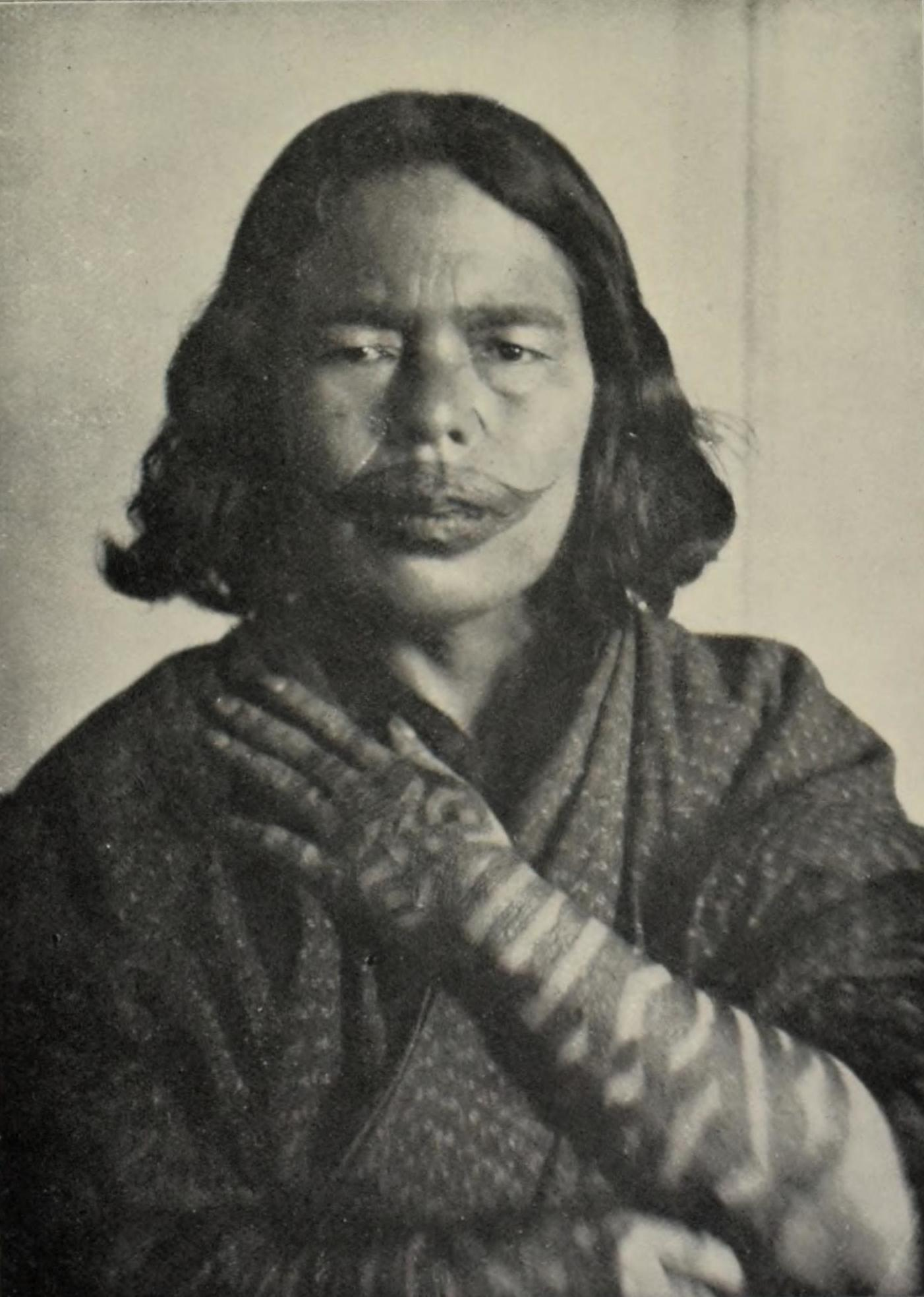
Frau mit verhältnismäßig breit tätowierten Lippenumrandungen

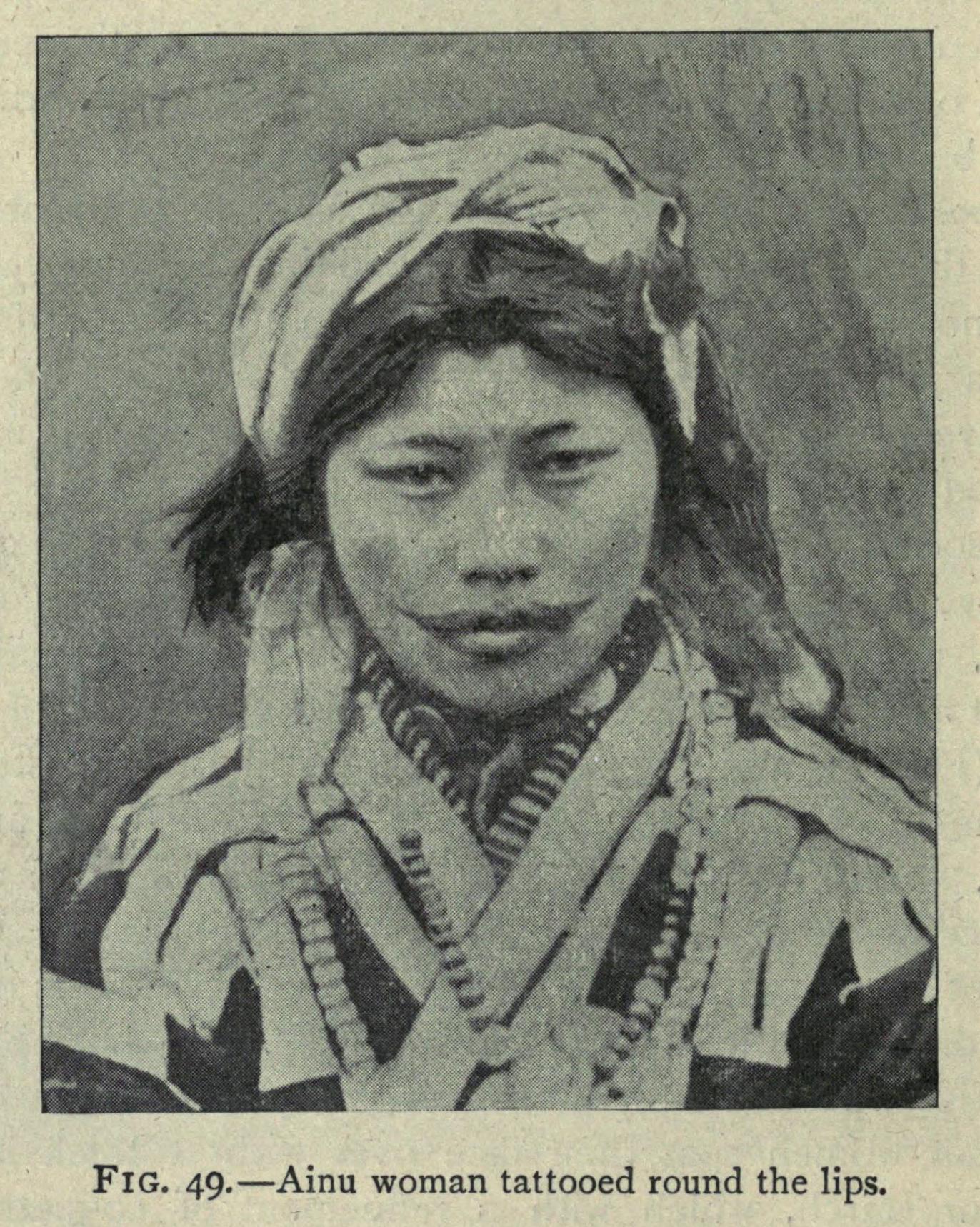
Frau mit schmaler tätowierten Lippenumrandungen

Die Ainu-Bezeichnung für das Verb „tätowieren“ ist „nuye“ („einschneiden“) oder „sinuye“ („tätowieren“, wörtlich „sich einschneiden“).
Die Mädchen erhielten ihre ersten Tätowierungen unterschiedlichen Angaben zufolge im Alter zwischen acht und 14 oder zwischen elf und 21 Jahren in mehreren Etappen und über mehrere Jahre hinweg. Die gesamte Prozedur sollte möglichst vor Geburt des ersten Kindes abgeschlossen sein, da sie als Vorbereitung auf die Schwangerschaft verstanden wurde. Zunächst wurden die Lippen tätowiert. Einige Jahre nachdem der Mundbereich tätowiert worden war, bekamen die Mädchen die Muster in die Hände und Unterarme gestochen.
Die Haut wurde mit einer aufgekochten Lösung aus Birkenrinde und klarem Wasser gewaschen und von den Großmüttern oder Tanten mütterlicherseits gestochen. Sie wurden Tätowierungs-Tanten oder „Tätowierungsfrauen“ genannt und genossen hohes gesellschaftliches Ansehen. Für die Durchführung wurde ein Metallsplitter oder ein scharfes Obsidian-Stück verwendet. Dessen Spitze war, je nach gewünschter Einstichtiefe, an einer bestimmten Stelle mit Fasern umwickelt, um das Gesteinglas nur bis dahin und nicht tiefer in die Haut eindringen zu lassen. Später wurden die traditionellen Messer Makiri genutzt. Der Sud wurde ebenfalls mit Birkenholz-Rinde aufgekocht. Der Ruß, der sich dabei am Kesselboden sammelte, wurde als Farbpigment mit den Fingern in die Wunden gerieben und gab der Tätowierung ihre schwarz-blaue Farbe. Begleitend sang die Tätowiererin über die Schönheit der Tätowierung. Im Anschluss wurde erneut Ruß aufgetragen und mit der Formel „pas ci-yay, roski, roski, pas ren-ren“ beschworen.

## Muster und Motive
Die Tattoo-Motive variierten regional. Junge Mädchen trugen in der Regel zunächst einen Punkt auf der Oberlippe. Mit fortschreitendem Alter wurde nach und nach der gesamte Mundbereich tätowiert. Bei diesen sogenannten „Ainu-Bärten“ handelte es sich um Tätowierungen auf den Lippen und um den Mund, die an den Mundwinkeln und über die Wangen spitz zuliefen und in ihrer Form einem Schnurrbart ähnlich waren. Weitere Verzierungen an den Mundwinkeln wurden in der Regel von Frauen höherer Gesellschaftsschichten getragen.
Des Weiteren trugen die Frauen der Ainu wellenförmige Linien um die Augenbrauen beziehungsweise auf der Stirn und meist netz- und rautenförmige geometrische Muster, ähnlich einer Fischhaut, auf den Händen und Unterarmen. Die Motive dienten wie auch die Mund-Tätowierungen dazu, böse Geister fernzuhalten. Tätowierte Zopfmuster entsprachen der traditionellen Flechttechnik, mit der auch Verstorbene der Ainu eingebunden wurden.

## Medizin und Spiritualität
Die jahrhundertealte Tradition war religiösen Ursprungs und Ausdruck sozialer Rangordnung erwachsener und heiratsfähiger Frauen. Die tätowierten Lippen galten als Voraussetzung für ein gemeinsames Leben nach dem Tod mit verstorbenen Vorfahren. Außerdem wurde den Tätowierungen eine medizinische Wirkung zugeschrieben. Nach dem Glauben der Ainu war das Tätowieren auf Okikurumi Turesh Machi, die jüngere Schwester des Schöpfers Okikurumi, zurückzuführen.
Dem als Tätowierfarbe verwendeten Ruß wurde eine spirituelle Wirkung zugeschrieben. Da er durch Feuer entstanden war und um den Mund eintätowiert wurde, sollte es, dem Glauben der Ainu entsprechend, böse Geister davon abhalten, oral oder nasal in die Tätowierten einzudringen. Dem Feuer und der Feuergöttin Ape-huci-kamuy wurden besondere Bedeutung beigemessen. Um das Eindringen durch die Ohren zu verhindern, trugen die Frauen Amulette in Form von Ohrringen. Das bei dem Tätowiervorgang heraustretende Blut wurde mit einem mit Rindensud getränkten Tuch abgewischt.
Den Tätowierungen wurde außerdem eine heilende und schützende Wirkung zugeschrieben. Die Blutungen beim Stechen wurden als Reinigung verstanden. Um Rheuma zu bekämpfen, ließen sich einige Frauen den Rücken und die Schultern tätowieren. Außerdem bestand der Glaube, bei Augenproblemen die Sehkraft mit dem Übertätowieren beziehungsweise Erneuern alter und ausgeblichener Tätowierungen verbessern zu können. Die Ainu vertraten außerdem die Annahme, durch die Tätowierungen in den Augen von Dämonen zu gottgleichen Wesen zu werden und somit vor Unheil geschützt zu sein.